# Versen
Versen, ein Stadtteil von Meppen, hatte 2007 1970 Einwohner und liegt an der Ems sowie an der Bundesstraße 402 und der Bundesautobahn 31. Die alte linksemsische Handelsstraße, die sogenannte Friesische Straße, verläuft durch den Ort.

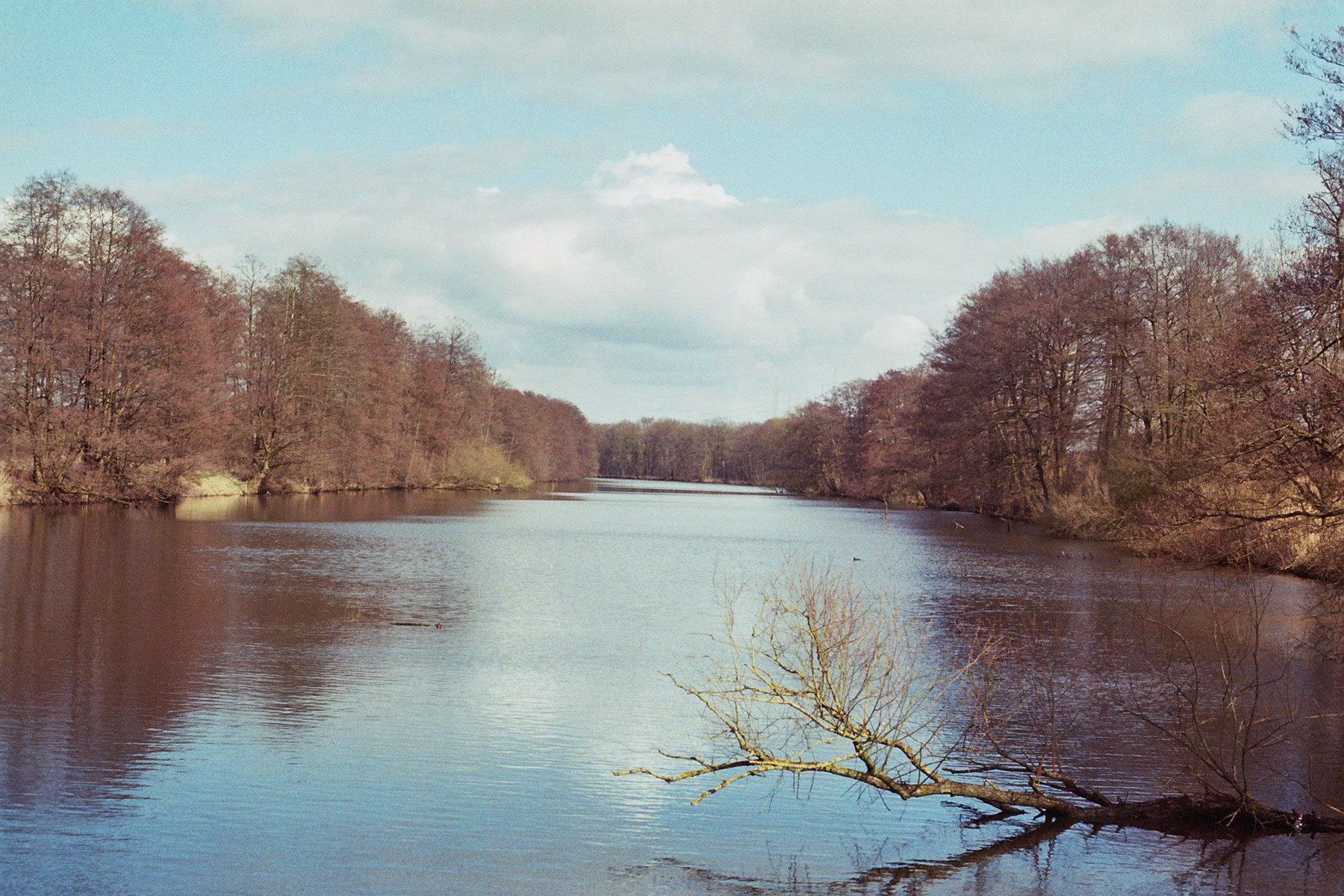
Ems-Altarm in Versen

Der Ort wurde 854 erstmals urkundlich als fersne erwähnt. Versen feierte im Jahr 2004 sein 1150-jähriges Bestehen.
Weit über das Emsland hinaus wurde Versen bekannt durch den Fund der Moorleiche „Roter Franz“. Lange Zeit galt sie als die am besten erhaltene Moorleiche. Gefunden wurde der „Rote Franz“ im Juni 1900. Neueste Untersuchungen datieren den Tod des „Emsland-Ötzi“ auf den Zeitraum zwischen 252 und 388 n. Chr.
In der Zeit des Nationalsozialismus war in Versen ab Sommer 1938 eines der Emslandlager eingerichtet worden Lager Versen.
In Versen gibt es einen 'Friedhof von Opfern der Gewaltherrschaft'. Dort liegen 361 sowjetische Kriegstote.

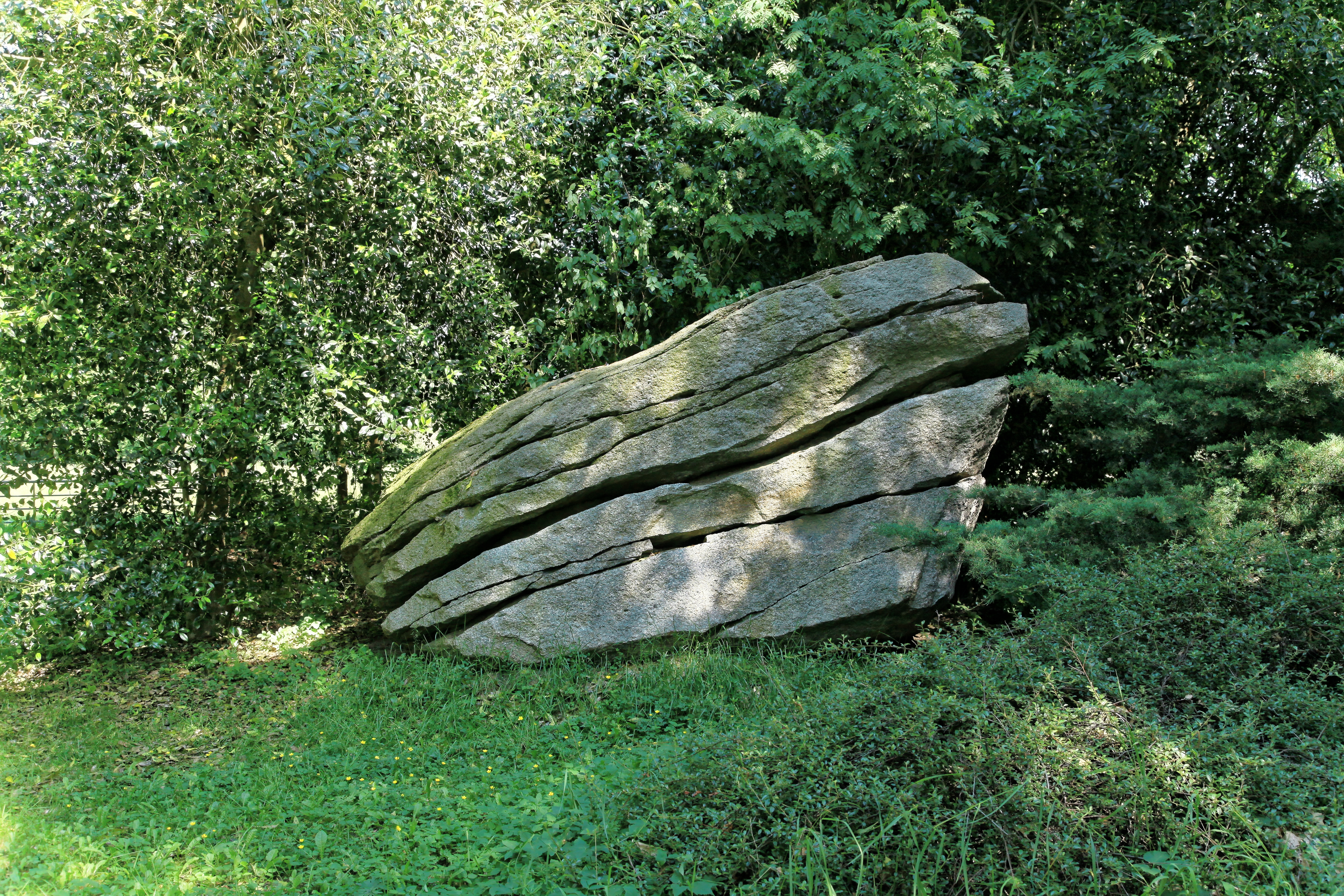
Der Findling von Versen

Bei Tiefpflugarbeiten durch den Unternehmer Ottomeyer stieß man 1953 auf den Findling von Versen, einem 57 Tonnen schweren Findling aus Gneis. Weil der Boden zu nass war, konnte der Findling erst im Frühjahr 1956 geborgen werden. Eine Lokomobile von Ottomeyer zog den in 1,6 Metern tiefe liegenden Findling vom Fundort in der Nähe des Lagers Versen zur Nord-Süd-Straße. Seither liegt der Findling an dieser Stelle und ist seit 1957 als Naturdenkmal im Landkreis Emsland ausgewiesen.
Nach einer bis 1970 gültigen Selbstverwaltung wurde Versen am 1. Juli 1970 mit den benachbarten Gemeinden Groß Fullen, Klein Fullen und Rühle zur Gemeinde Emslage zusammengelegt und bereits am 1. März 1974 in die nahe gelegene Kreisstadt Meppen (Landkreis Emsland) umgegliedert.
Ortsvorsteher ist Gerhard Gels.

## Einwohnerentwicklung

Einwohnerentwicklung von 1821 bis 2007

| Jahr | Einwohner |
| ---- | --------- |
| 1821 | 332       |
| 1848 | 379       |
| 1871 | 370       |
| 1885 | 358       |
| 1905 | 364       |

| Jahr | Einwohner |
| ---- | --------- |
| 1925 | 374       |
| 1933 | 468       |
| 1939 | 498       |
| 1946 | 659       |
| 1950 | 878       |

| Jahr | Einwohner |
| ---- | --------- |
| 1956 | 926       |
| 1961 | 1123      |
| 1970 | 1122      |
| 2005 | 1795      |
| 2007 | 1970      |